# Icchak Grudberg
Icchak Grudberg (ur. 12 stycznia 1906 w Warszawie, zm. 1970 w Nowym Jorku) – polski aktor żydowskiego pochodzenia, który zasłynął głównie z ról w przedwojennych żydowskich filmach i sztukach teatralnych w języku jidysz.

## Filmografia
- 1938: List do matki
- 1937: Ślubowanie